# Осняки
Осняки́ — пасажирський залізничний зупинний пункт Київської дирекції Південно-Західної залізниці на неелектрифікованій лінії Чернігів — Горностаївка.
Розташований між селами Великі Осняки та Сибереж Ріпкинського району Чернігівської області між станціями Халявин (10 км) та Голубичі (10 км).
На зупинному пункті зупиняються приміські поїзди.